# Picopolo
Picopolo war eine Software zur georeferenzierten Verwaltung und Betrachtung von digitalen Bilddaten.
Neben typischen Eigenschaften von Bildverwaltungssoftware wie thematischer Organisation, Präsentation in HTML und/oder Flash u. a., können den Bildern geographische Koordinaten zugeordnet werden. Über ein im Programm integriertes Kartenmodul kann das Bild dann als Vorschaubild auf einer Karte angezeigt werden. Neben im Programm enthaltenen Karten lassen sich eigene Karten einbinden, diese können selbst gezeichnet und eingescannt oder von einem fremden Hersteller kommend eingebunden werden. Fotos können aus Picopolo auch direkt zu einem Ausbelichter geschickt und von dort als Abzüge auf Fotopapier bestellt werden.
Ist ein Bild georeferenziert, d. h., es hat Koordinaten, dann werden diese beim Export in den Exif-Header der Datei geschrieben.
Mit der Erweiterung Picopolo Plus lassen sich die Kartenprodukte der Landesvermessungsämter der BRD – Top50 – als Kartenhintergrund in Picopolo verwenden. Am 1. Januar 2009 wurde Picopolo vom Hersteller eingestellt.